# Контульмо
Контульмо (ісп. Contulmo) — селище в Чилі. Адміністративний центр однойменної комуни. Населення — 2442 особи (2002). Селище і комуна входить до складу провінції Арауко і регіону Біобіо.
Територія комуни — 961,5 км². Чисельність населення — 5417 мешканців (2007). Щільність населення — 5,63 чол./км².

## Розташування
Селище розташоване за 134 км на південь від адміністративного центру області — міста Консепсьйон та за 59 км на південний схід від адміністративного центру провінції міста Лебу.
Комуна межує:
- на півночі — з комуною Каньєте
- на сході — з комуною Пурен
- на південному сході — з комуною Лумако
- на південному заході — з комуною Тіруа

На заході комуни розташований Тихий океан.

## Демографія
Згідно з даними, зібраними під час перепису Національним інститутом статистики, населення комуни становить 5417 осіб, з яких 2750 чоловіків та 2667 жінок.
Населення комуни становить 0,27 % від загальної чисельності населення регіону Біобіо. 54,64 % належить до сільського населення та 45,36 % — міське населення.